# Indotestudo elongata
Espèce
Synonymes
- Testudo elongata Blyth, 1853
- Testudo parallelus Annandale, 1913

Statut de conservation UICN

 CR  : 
En danger critique
Statut CITES
Indotestudo elongata, la tortue à tête jaune, est une espèce de tortues terrestres de la famille des Testudinidae.

## Habitat et répartition
La tortue à tête jaune vit dans les forêts à feuillage caduc et dans la jungle (dans la savane), environnements au climat chaud et sec, dans les fourrés de bambous, souvent près des cours d'eau et des marécages. Cette espèce se rencontre en Inde dans les États du Bihar, du Meghalaya, du Bengale-Occidental et de l'Uttar Pradesh ; au Népal, au Bangladesh, en Birmanie, en Thaïlande, au Cambodge, au Laos, au Viêt Nam, en Malaisie péninsulaire et au Guangxi en Chine.

## Description

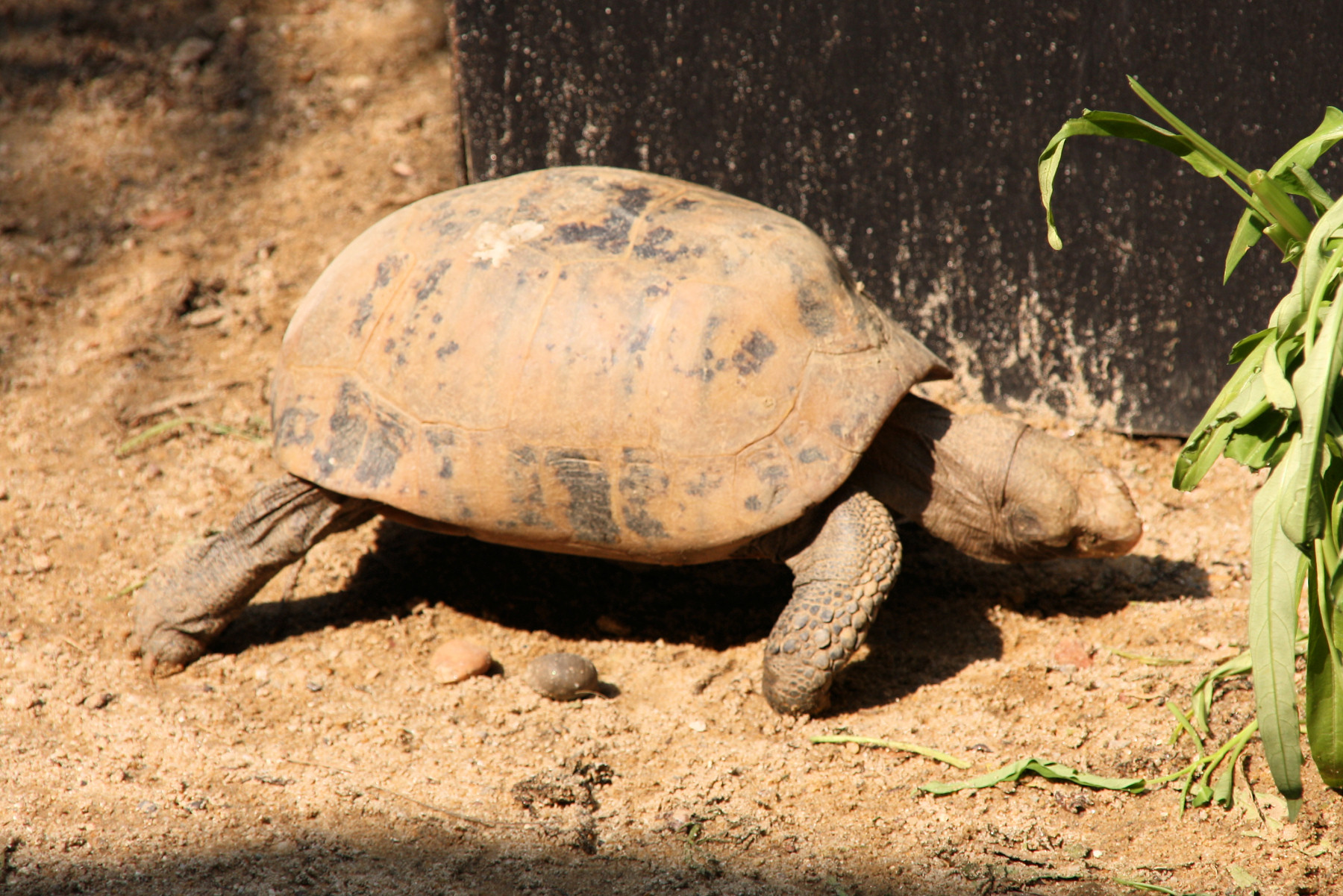
Tortue à tête jaune, Zoo de Dusit, Bangkok, Thaïlande

Cette tortue terrestre a une carapace allongée. Elle est de couleur jaune-marron, tirant sur le brun-vert-olive sur la carapace, celle-ci ayant des taches plus sombres. 
Elle atteint jusqu'à 33 centimètres de long pour un poids d'environ 3,5 kg, les femelles étant en général plus larges que les mâles.
La tortue à tête jaune est omnivore : elle mange des plantes forestières, des fruits, des invertébrés, des vertébrés et des charognes.
Elle est active surtout le matin et au coucher du soleil. Elle n'aime pas s'exposer directement au soleil mais elle peut cependant supporter des températures très élevées.
En période de sécheresse, elle se terre sous une litière de feuilles.

## Reproduction
La tortue à tête jaune devient plus active au début de la saison des pluies en juin, au début de la saison des amours, et sa tête jaune ou crème devient alors rose vif autour des narines et des yeux. La ponte survient entre juin et octobre. Elle dépose de 1 à 7 œufs. L'incubation dure de 96 à 165 jours. À la naissance, les bébés tortues mesurent de 3 à 5 cm et pèsent de 17 à 27 g.

## Menaces
Les tortues à tête jaune sont ramassées pour alimenter les marchés asiatiques et affectées par la destruction de leur habitat.

## Publication originale
- Blyth, 1854 "1853" : Notices and descriptions of various reptiles, new or little-known. Journal of the Asiatic Society of Bengal, vol. 22, p. 639–655 (texte intégral).